# Воскресенский собор (Верхоленск)
Собор Воскресения Христова — православный собор Иркутской епархии Русской Православной церкви. Расположен в селе Верхоленск Качугского района Иркутской области России.
В начале XX века старинные деревянные храмы в Верхоленске пришли в крайнюю ветхость. Построенные ещё в XVIII веке, они уже не смогли вмещать всех прихожан, число которых тогда уже превысило 4500 человек. Поэтому решили построить новый каменный собор. Предположительно, стройка началась (1902 ?), собор был освящён 21 января 1907.
Собор имел три предела: главный во имя Воскресения Христова, правый в честь Казанской иконы Божией Матери и левый в честь Святителей Николая, Тихона Задонского и Григория Богослова. Несмотря на освещение собора (1907), он оставался недостроенным из-за недостатка средств и последовавшей революцией (1917). Над папертью должна была возвышаться колокольня, но вместо неё временно установили небольшую главку. В таком виде памятник сохранился до наших дней.

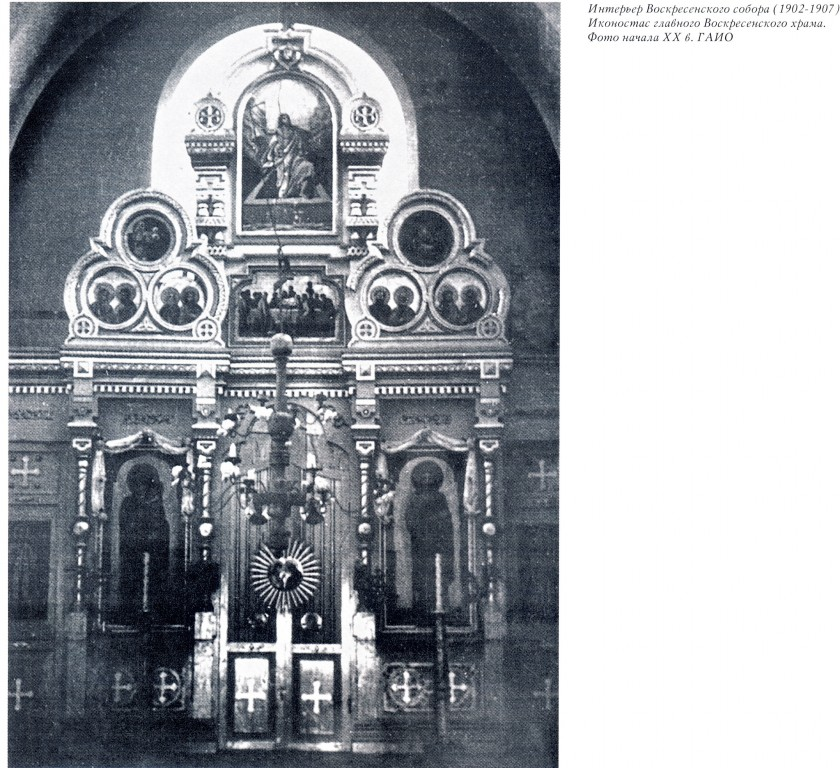
Интерьер храма в 1910 году.

Располагался собор в самом центре города (в настоящее время село) и возвышался над одноэтажными постройками. Это характерное для начала XX века культовое сооружение, навеянное зодчеством XVI века. Довольно сложная объёмно-пространственная композиция с пределами и их апсидами, дьяконником, жертвенником, отсутствие традиционной ярусной колокольни, вместо которой была установлена небольшая главка, создают нестандартный облик этотго собора. Высокий четверик храма завершён декоративным пятиглавием. Боковые выступы пределов по отношению к нему значительно понижены. Убранство фасадов стилизовано под кирпичное узорочье XVII века, но укрупнено и схематично: ширинки, полуколонки на углах, наличники с килевидным завершием и другое.
По своей архитектуре Воскресенский собор очень близок к иркутской тулунской Покровской и Александрийской церквям, построенным по проектам инженера А. С. Покровского. Почти полная идентичность планировочной структуры, сходство объёмной композиции и стилистическое единство в оформлении фасадов построек, в которых ощущается чёткая вкусовая ориентация конкретного мастера, позволяет предположить, что автором проекта Воскресенского собора также был епархиальный архитектор А. С. Покровский.
В приход собора были приписаны 13 часовен: в г. Верхоленске — в честь святых Константина и Елены, Александра Невского, Николая и Иннокентия, Георгия Победоносца, Воскресения. В деревне Шишкиной — Сошествие Святого Духа. В деревне Куртуханской — Николая Чудотворца и Ильи Пророка. В деревне Толмачёвой — Владимира и Покрова Пресвятой Богородицы. В деревне Челпановой — в честь 12 Апостолов. В месте называемом «Старый острог» — Константина и Елены. В деревне Пуляевской — Иннокентия.
Воскресенский собор после войны был возвращён по ходатайству верующим. Службы в нём были возобновлены 28 августа 1945 года, но продолжались недолго. В 1961 году здание вновь перешло  в распоряжение районного исполкома и было переделано под клуб.
Сейчас собор вновь возвращён верующим, производятся службы и реставрационные работы. В настоящее время все работы по восстановлению и реставрации самого Храма завершены. 15 июня 2025 года состоится освящение правого придела Храма во имя иконы Богородицы именуемой Казанская. Богослужение совершит Митрополит Иркутский и Ангарский Максимилиан 